# Ânglia

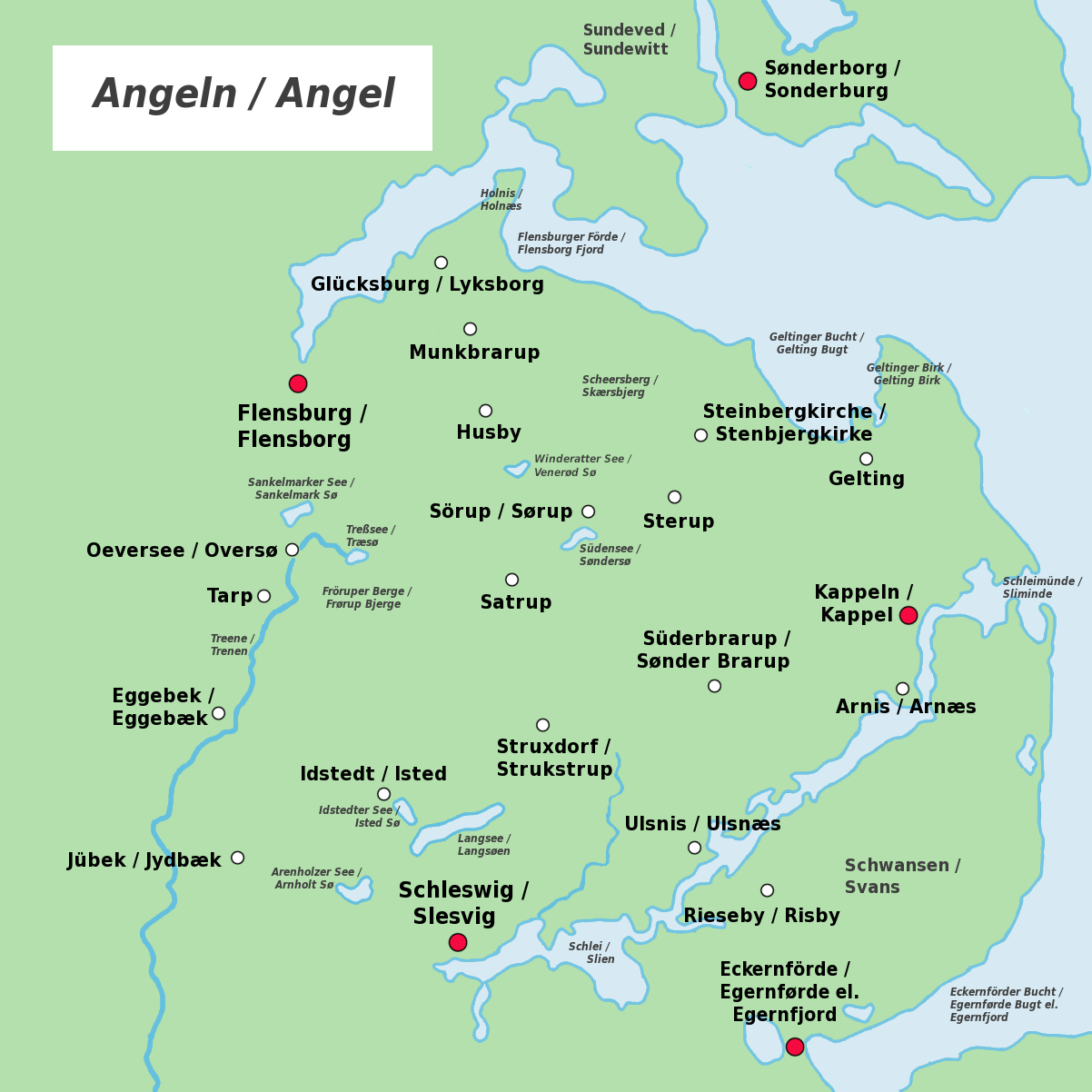
Mapa de Ânglia

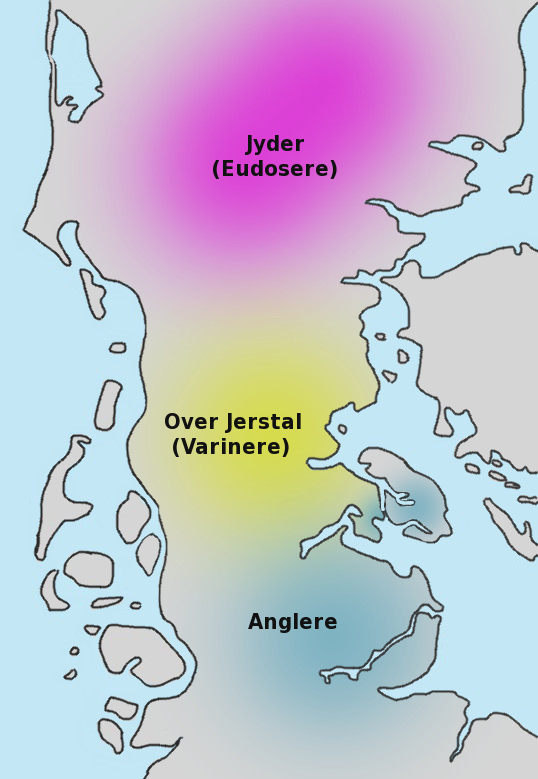
Possível localização dos Jutos e dos Anglos, na península da Jutlândia

Ânglia (em alemão:  Angeln, em dinamarquês:  Angel, em latim: Anglia) é uma pequena península situada no interior da península maior da Jutlândia, na parte sul do Eslésvico, e que atualmente constitui a parte norte do estado alemão de Eslésvico-Holsácia, na Baía de Quiel do Mar Báltico. Para o sul, a Anglia é separada da vizinha península de Schwansen (em dinamarquês: Svans ou Svansø) pelo Schlei, e para o norte a península dinamarquesa de Sundeved e a ilha dinamarquesa de Als pelo fiorde de Flensburgo. A paisagem é montanhosa, dotada de numerosos lagos. A antiga Angeln pode ter sido um pouco maior; no entanto, as fontes antigas concordam que a península estava inclusa no território.

A Ânglia, acredita-se ter sido o lar original dos Anglos, imigrantes germânicos que foram para a Europa central e Norte da Inglaterra e Anglia Oriental. Esta migração levou à sua nova pátria, que foi nomeada "Inglaterra". Tanto a Inglaterra e a língua inglesa, assim, em última análise, derivam, pelo menos em seus nomes de Anglos.

## Terminologia
O nome dos Anglos pensa-se derivar da área onde eles habitavam, Ânglia, que se originou a partir da raiz germânica para "estreito", o estuário de Schlei; a raiz seria angh, "apertado". Outra teoria é que o nome significava "gancho", como na pesca de peixes.
Durante o século IX, todas as tribos germânicas, que falavam inglês antigo, foram referidos como Englisc. De acordo com uma teoria, os Anglos adquiriram esse nome porque sua terra na costa da Jutlândia se assemelhava a um anzol. Englisc , em última análise, vai voltar para o Proto-Indo-Europeu *h₂enǵʰ-, que significa "estreito". também é possível eram chamados como tal, por serem pescadores, e, portanto, Inglaterra significaria " terra dos pescadores', e inglês seria "língua dos pescadores".

## Geografia
Juntamente com Schwansen (em dinamarquês: Svans), dinamarquês Wahld (em alemão: Dänischer Wohld, dinamarquês: Jernved) e Vágria (Wagrien, Vagrien), Anglia é uma das quatro penínsulas, ao longo do Mar Báltico, na costa norte do estado alemão de Eslésvico-Holsácia. Como parte do Terras altas Moreiras do Eslésvico-Holsácia (Schleswig-Holsteinisches (Moränen-) Hügelland), que foram formadas durante a glaciação de Weichselian, estes penínsulas são montanhosas e pontilhadas com vários lagos glaciais.